# チャーリー2型原子力潜水艦
チャーリーII型原子力潜水艦（英語: Charlie II class submarine）は、ソビエト連邦海軍・ロシア海軍が運用していた巡航ミサイル潜水艦の艦級に対して付与されたNATOコードネーム。ソ連海軍での正式名は670M型潜水艦（ロシア語: Подводные лодки проекта 670М）、計画名は「チャイカ」（ロシア語: Чайка）。艦種記号上は潜水巡洋艦である。
ソ連海軍で初めて潜没状態での巡航ミサイル発射に対応した670型（チャーリーI型）をもとに、搭載するミサイルをより長射程のP-120「マラヒート」（SS-N-9「サイレン」）に換装したものである。

## 設計・装備
設計にあたっては、引き続き第112設計局（OKB-112）がこれにあたった。当初は670型（チャーリーI型）の設計を流用する予定であったが、ソナーをはじめとするミサイル関連の装備が大重量化したことから、大幅な拡大再設計が必要になった。結果として、水中排水量にして17％、全長にして10％弱の大型化となり、また船体・セイルの形状も変更された。新開発の防音ゴムの導入により静粛性はさらに改善、また居住性も向上した。艦内区画は8つに増えたが、予備浮力は24％とさらに減少した。
上記の通り、主兵装はP-120「マラヒート」（SS-N-9「サイレン」）に更新された。これは、原型艦が搭載していたP-70「アメチスト」（SS-N-7「スターブライト」）の発展型であるが、射程は倍増し、飛翔高度も低高度化された。このミサイルの射程延伸に対応し、ソナーはより長距離探知が可能なMGK-400「ルビコン」（探知距離180-200km）、後にはさらにMGK-500「スカト」（探知距離240km）とされた。これによって、対潜哨戒線の外側からのミサイル攻撃が可能になり、本型の戦術価値は大きく向上した。またミサイル射撃指揮装置としてはドナウ670M型が搭載されたが、これはデジタルコンピューターを使用して演算処理能力を高度化させたことで、同時誘導可能なミサイル数は原型から倍増して8発となった。またミサイル発射後に海水を補重タンクに注水して艦のバランスを自動調整する装置も導入された。

## 同型艦

### 一覧表
| 艦番号        | 建造番号 | 造船所 | 起工            | 進水           | 竣工            | 所属 | 除籍           |
| ------------- | -------- | ------ | --------------- | -------------- | --------------- | ---- | -------------- |
| K-209         | 911      | 112    | 1979年 12月20日 | 1980年 9月16日 | 1980年 9月16日  | 北方 | 1995年 8月4日  |
| K-452 (B-452) | 901      | 112    | 1972年 12月30日 | 1973年 7月12日 | 1973年 12月30日 | 北方 | 1998年 5月30日 |
| K-458         | 902      | 112    | 1974年 2月12日  | 1975年 6月30日 | 1975年 12月29日 | 北方 | 1991年 6月24日 |
| K-479 (B-479) | 903      | 112    | 1975年 10月1日  | 1977年 5月6日  | 1977年 9月30日  | 北方 | 1992年 7月5日  |
| K-503         | 904      | 112    | 1977年 2月7日   | 1978年 9月22日 | 1978年 12月31日 | 北方 | 1993年 6月30日 |
| K-308 (B-508) | 905      | 112    | 1977年 12月10日 | 1979年 10月3日 | 1979年 12月30日 | 北方 | 1995年 8月4日  |

### 運用史
1974年から1980年にかけて、6隻がボルガ川の造船所で建造され、いずれも北方艦隊の第1原潜艦隊第11原潜師団に配属された。
その後1986年より順次に退役を開始し、1998年までに全艦が除籍されて運用を終了した。